# Ekvadorska Serie A
Ekvadorsko nogometno prvenstvo (špa.: Campeonato Ecuatoriano de Fútbol) je najvažnije nogometno natjecanje pod krovom Ekvadorskog nogometnog saveza (Federación Ecuatoriana de Fútbol). 
Natjecanje se igra se po liga-sustavu, u pravilnim godišnjim razmacima, a održava se od 1957. godine, uz dvogodišnju stanku od 1958. i 1959.
2005. se igralo dvaput godišnje, jednom u prvoj polovici, kao "Apertura", a jednom u drugoj polovici godine, kao "Clausura".
2006., prvenstvo se vratilo na stari natjecateljski format.
"Campeonato Ecuatoriano" se dijeli na nekoliko divizija.
Prve dvije divizije se zovu Serie A i Serie B. Prve dvije momčadi iz svake divizije se plasiraju u višu diviziju koja je po razredu snage odmah ispod FEF, a zadnje dvije ispadaju u niži natjecateljski razred. Primjerice, prvak i doprvak iz Serie B se plasiraju u Serie A u idućoj natjecateljskoj sezoni. Najbolje dvije ili trije momčadi iz prve divizije (Serie A) također se plasiraju u Copa Libertadores.
Od 2003., Campeonato Ecuatoriano de Fútbol ima pokrovitelja pivare Cervecería Andina (CA) i Compañía de Cervezas Nacionales (CCN), obje pod krovom pivara Grupo Empresarial Bavaria, koje je kupio 2005. SABMiller. 
Od tad, nogometno prvenstvu i kup nose ime Copa Pilsener, prema trgovačkoj marci Pilsener beer. 

## Sudionici sezone 2006.
Ove momčadi su sudionici ekvadorskog prvenstva u nogometu, Serie A, 2006.:
- Barcelona SC
- Deportivo Cuenca
- Club Sport Emelec
- Macará
- Nacional
- Liga Deportiva Universitaria
- Imbabura
- Deportivo Quito
- Olmedo
- Azogues

## Vječna ljestvica
(stanje 2004.) 
| Klub                                 | Broj osvojenih prvenstava (1957., 1960.–2004.) |
| ------------------------------------ | ---------------------------------------------- |
| Barcelona Sporting Club              | 13                                             |
| Club Deportivo El Nacional           | 11                                             |
| Club Sport Emelec                    | 10                                             |
| Liga Deportiva Universitaria (Quito) | 7                                              |
| Sociedad Deportivo Quito             | 2                                              |
| Club Deportivo Cuenca                | 1                                              |
| Círculo Deportivo Everest            | 1                                              |
| Centro Deportivo Olmedo              | 1                                              |
| ukupno                               | 46                                             |

Iduća je tablica s osvojenim prvenstvima nakon promjene natjecateljskog formata 2005.
| Momčad                               | Broj naslova prvaka (od 2005.) |
| ------------------------------------ | ------------------------------ |
| Liga Deportiva Universitaria (Quito) | 1                              |
| Club Deportivo El Nacional           | 1                              |
| Ukupno                               | 2                              |

2005., ekvadorsko nogometno prvenstvo se podijelilo na dvije polovice; prva se zvala Torneo Apertura (turnir otvaranja) i Torneo Clausura (turnir zatvaranja). Pobjednik prve polovice (Torneo Apertura) u sezoni 2005. je bila momčad "Lige Deportive Universitarie" iz Quita.

Od 2006.:
| Momčad                     | Broj naslova prvaka (2006.-) |
| -------------------------- | ---------------------------- |
| Club Deportivo El Nacional | 1                            |
| Ukupno                     | 1                            |

## Vanjske poveznice
- Federación Ecuatoriana de Fútbol
- Futbol Ecuatoriano Ecuador Futbol